# Chusquea villosa
Espèce
Synonymes
- Neurolepis villosa L.G.Clark[1]

Statut de conservation UICN

 VU B1ab(iii) ver 3.1 : Vulnérable
Chusquea villosa est une espèce de plantes à fleurs monocotylédones de la famille des Poaceae, sous-famille des Bambusoideae, endémique de l'Équateur.
Ce sont des bambous cespiteux, de petite taille, aux rhizomes courts (pachymorphes) et aux tiges (chaumes) dressées de 30 à 120 cm de long. L'inflorescence est une panicule.